# Underslung-Bauart

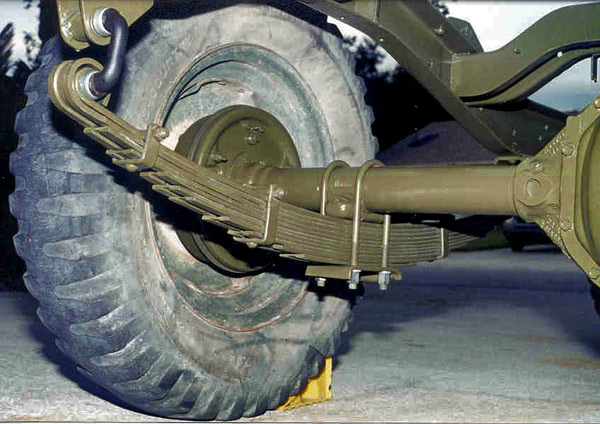
Hier verläuft die Blattfeder unter und der Rahmen über der Hinterachse

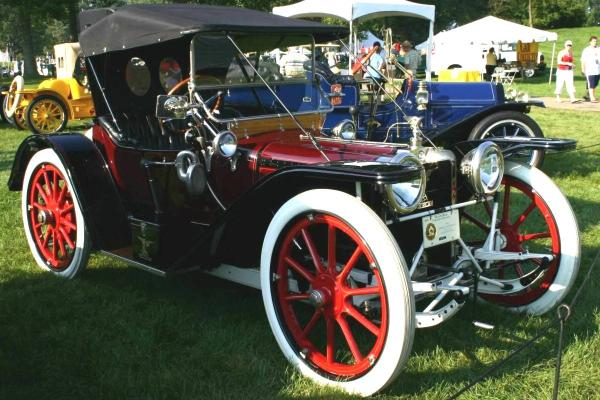
Bei den Modellen "American Underslung" liegt die Feder zwar oberhalb der Hinterachse, doch verläuft hier der Rahmen unterhalb der Hinterachse und ist an den Befestigungspunkten der Blattfedern nach oben gebogen.

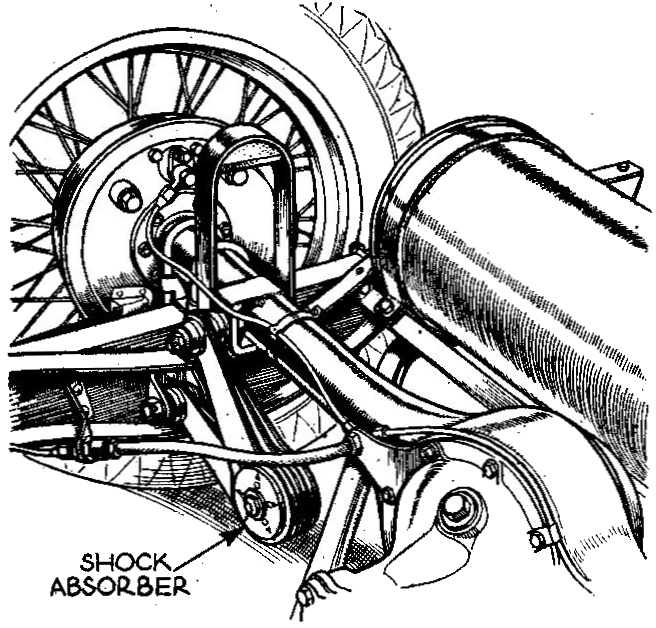
Underslung-Rahmen unter der Hinterachse, auch die Feder ist unter der Achse eingebaut (gebogenes Band neben dem Rahmen)

Der Begriff wird in der Fahrzeugtechnik bei der Beschreibung von Fahrwerken  benutzt. Underslung kommt aus dem Englischen und bedeutet: unterbaut, hängend. Zum Beispiel verlaufen Underslung-Blattfedern unterhalb der Achse und der Achskörper wird auf ihrer Oberseite befestigt, um die Befestigungspunkte tiefer zu setzen, den Fahrzeugschwerpunkt zu senken und die Fahrzeug-Karosserie besser auszunutzen. Dabei wird jedoch die Bodenfreiheit verringert. Bei den frühen Personenkraftwagen verliefen die Achskörper unterhalb der Blattfedern. 
Der Name "Underslung" wurde von der US-amerikanischen American Motors Company in Indianapolis für das Automobilmodell American Underslung benutzt, das in den Modelljahren 1905 bis 1914 hergestellt und bei dem der Rahmen vorne und hinten unter der Achse verlief. Um eine angemessene Bodenfreiheit zu erreichen, waren die Räder relativ groß. Außerdem verwendete Stabilia bereits 1907 oder 1908 Underslung-Rahmen.